# Abrothrix andinus
Abrothrix andinus là một loài động vật có vú trong họ Cricetidae, bộ Gặm nhấm. Loài này được Philippi mô tả năm 1858.